# Heimdall

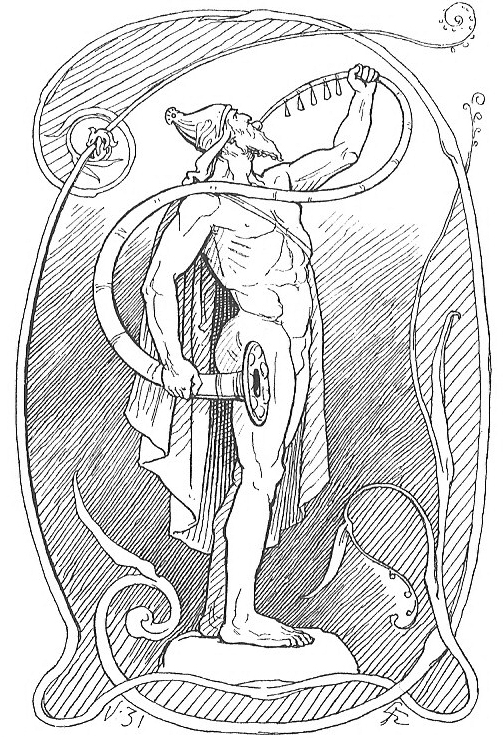
Heimdall s Gjallarhornem

Heimdall je jedním z nejpodivuhodnějších severských bohů. Je synem Ódina a pravděpodobně všech devíti dcer boha moře Aegira. Je nazýván bílým Ásem a též jmény Hallinskidi („ohlý roh“), Gullintanni („zlaté zuby“), Vindhlér („větrný ochránce“), Ríg a Mardall. Vlastní koně Gulltoppa.
Jeho hlavním úkolem je hlídat sídlo bohů v Ásgardu. Sídlí v pevnosti Himinbjörg („nebeský hrad“) u duhového mostu do Ásgardu Bifröstu. Je statný, silný a vytrvalý, téměř nepotřebuje spát. V noci vidí úplně stejně dobře jako ve dne a to na celé míle daleko. Má sluch tak dobrý, že slyší růst trávu, a dokonce i vlnu na hřbetech ovcí. Jeho zuby jsou z ryzího zlata. Je věčně na stráži a sám zaduje na roh Gjallarhorn („zvučící roh“) v den poslední bitvy. Jeho zvuk bude tak výrazný, že zaletí do všech koutů země. Sám potom zůstane při Ragnaröku jako poslední z bohů a bude bojovat s odvěkým nepřítelem, lstivým Lokim, kde Loki ztělesňuje oheň a Heimdall déšť. V bitvě se navzájem zabijí.
Jedinkrát vyrazil Heimdall ze své pevnosti do Midgardu. Tehdy strávil tři noci u třech párů a vždy po devíti měsících přišly na svět děti, založil tak tři lidské stavy. Jeho synové tehdy byli Trael, otrok, Karl, sedlák, a Jarl, král, od nichž pochází veškeré společenské rozvrstvení Seveřanů. O této Heimdallově cestě a návštěvě u manželů Áiha a Eddy, Afiho a Ammu a Fadira a Módir vypráví eddická báseň Píseň o Rígim.